# ميرا سيال
ميرا سيال (بالإنجليزية: Meera Syal)‏ هي روائية وكاتِبة وكاتبة سيناريو ومؤلفة ومنتجة أفلام وممثلة بريطانية، ولدت في 27 يونيو 1961 في المملكة المتحدة.

## أعمال

### أفلام
- (2009) زهرة الصحراء[14][15]
- (2015) أي شيء على الإطلاق
- (2016) أليس في بلاد المرآة[16]
- (2016) دكتور سترينج[17]
- (2018) كسارة البندق والعوالم الأربعة

## وصلات خارجية
- ميرا سيال على موقع IMDb (الإنجليزية)
- ميرا سيال على موقع ألو سيني (الفرنسية)
- ميرا سيال على موقع ميوزك برينز (الإنجليزية)
- ميرا سيال على موقع أول موفي (الإنجليزية)
- ميرا سيال على موقع قاعدة بيانات برودواي على الإنترنت (الإنجليزية)
- ميرا سيال على موقع قاعدة بيانات الأفلام السويدية (السويدية)
- ميرا سيال على موقع ديسكوغز (الإنجليزية)
- ميرا سيال على موقع قاعدة بيانات الفيلم (الإنجليزية)
- ميرا سيال على موقع كينوبويسك (الروسية)